# メジロボサツ
メジロボサツは日本の競走馬。おもな勝鞍は1965年朝日杯3歳ステークス、1966年第1回4歳牝馬特別、函館記念など。1966年の優駿牝馬（オークス）2着。1965年啓衆社賞最優秀3歳牝馬受賞。
なお、年齢表記については当時の表記（数え年）で表す。

## 略歴

### 誕生秘話
メジロボサツは、1963年5月12日に公営で4勝を挙げたメジロクインの初仔として誕生した。ところが、母メジロクインが難産がたたって出産後間もなく死亡してしまう。この不運が祟ったのか、メジロボサツは380キロそこそこの軽量馬として現役生活を送る事となった。さらに競走馬としてデビューする直前に父のモンタヴァルも急死している。
なお、馬名のボサツは菩薩が由来とされているが、この名前と誕生にまつわるエピソードが災いし走るお墓という縁起でも無い渾名を贈られる羽目となった。

### 競走馬時代
1965年7月10日にデビュー戦を4着で落としたメジロボサツであったが、その後は快進撃。6連勝で挑む事となった朝日杯3歳ステークスは、タマシユウホウ（翌年弥生賞、札幌記念を制する）、ヒロイサミ（翌年ラジオたんぱ賞、セントライト記念を制する）、ハイアデス（京成杯三歳ステークス勝ち。翌年七夕賞を制す）等の有力牡馬を相手に1番人気で快勝。この勝利が原動力となり、この年の最優秀3歳牝馬に選ばれる事となった。
こうして、1966年牝馬クラシック最有力候補と目されたメジロボサツであったが、肝心のレースは共に惜敗。桜花賞は、メジロボサツに勝るとも劣らぬ不運な境遇を背負ったワカクモの3着。オークスは、雨中決戦を利用した雨の古山こと古山良司騎手の大胆な逃げ戦法に屈し、優勝したヒロヨシから9馬身差の2着に終わった。
その後、メジロボサツはラストランとなる翌年5月13日のオープン戦まで5戦するが、函館記念以外は惨敗に終わっている。

### 引退後
引退後も繁殖牝馬としてメジロゲッコウなどを輩出。メジロ牧場で最も発展した牝系のひとつであり、メジロドーベルもそのうちの一頭である。なお、何の因果か末裔のメジロドーベルも、メジロボサツと同じく血液型が不適合により実の母の乳を飲めなかった馬であった。また、メジロ牧場以外ではモーリスがいる（五代母）。
こうして、メジロ軍団の主軸牝系となったメジロボサツは、馬の養老院として知られるイーハトーヴ・オーシァンファームで29年の生涯を閉じた。

## 主な牝系図
牝系図の主要な部分（太字はGI級競走優勝馬）は以下の通り。*は日本に輸入された馬。
- Braxey 1849 --- F-No.10-d始祖
  - (6代省略)
    - *デヴォーニア 1925
      - 第七デヴオーニア 1939
        - コウゲン 1947
          - メジロクイン 1957
            - メジロボサツ 1969 ---↓（改行）

牝系図の出典：牝系検索α
---↓メジロボサツ系
- メジロボサツ 1963 
  - メジロゲッコウ 1968（弥生賞、スプリングステークス）
  - メジロカンノン 1970 
    - トシオカンノン 1977 
      - ボールドワン 1983 
        - オテンバコマチ 1999 
          - サウンドリアーナ 2010（ファンタジーステークス）

  - メジロナガサキ 1971 
    - メジロビューティー 1982 
      - メジロティファニー 1988
        - メジロマントル 1997（鳴尾記念）

      - メジロメンカール 1992
        - ハトシェプスト 2006
          - コスモポッポ 2012 (師走賞、長月賞、黒髪山賞)

      - メジロドーベル 1994（優駿牝馬、秋華賞、エリザベス女王杯2回、阪神3歳牝馬ステークスなど）
        - メジロシャレード 2006 
          - ショウナンラグーン 2011（青葉賞）

        - メジロオードリー 2007 
          - ホウオウイクセル 2018（フラワーカップ）

      - メジロコルセア 2002（みなみ北海道ステークス）

    - メジロストーク 1984 
      - メジロファラオ 1993（中山グランドジャンプ）
      - メジロベイシンガー 2001（新潟ジャンプステークス）

  - メジロサロマ 1973
    - メジロモンロー 1982
      - メジロマドンナ 1987
        - メジロソシアル 1993
          - チアズファルコン 2000（駿蹄賞、名古屋スプリングカップ、ペガサスカップ）

  - メジロポルシェ 1976 
    - メジロボアール 1983（阪神大賞典）

  - メジロクインシー 1981 
    - メジロモントレー 1986（アメリカジョッキークラブカップ、アルゼンチン共和国杯など重賞4勝）
      - メジロフランシス 2001 
        - モーリス 2011（天皇賞・秋、安田記念、マイルチャンピオンシップ、チャンピオンズマイル、香港マイルなど）

## 同期の馬達
- ワカクモ（桜花賞）
- ナスノコトブキ（菊花賞）
- スピードシンボリ（有馬記念連覇等）

## 血統表
| メジロボサツの血統                  | メジロボサツの血統        | メジロボサツの血統 | （血統表の出典）   | （血統表の出典） |
| 父系                                | ブランドフォード系        | ブランドフォード系 | ブランドフォード系 |                  |
| 父 *モンタヴァル Montaval 1953 鹿毛 | 父の父Norseman 1940 栗毛  | Umidwar            | Blandford          | Blandford        |
| 父 *モンタヴァル Montaval 1953 鹿毛 | 父の父Norseman 1940 栗毛  | Umidwar            | Uganda             |                  |
| 父 *モンタヴァル Montaval 1953 鹿毛 | 父の父Norseman 1940 栗毛  | Tara               | Teddy              | Teddy            |
| 父 *モンタヴァル Montaval 1953 鹿毛 | 父の父Norseman 1940 栗毛  | Tara               | Jean Gow           |                  |
| 父 *モンタヴァル Montaval 1953 鹿毛 | 父の母Ballynash 1946 鹿毛 | Nasrullah          | Nearco             | Nearco           |
| 父 *モンタヴァル Montaval 1953 鹿毛 | 父の母Ballynash 1946 鹿毛 | Nasrullah          | Mumtaz Begum       |                  |
| 父 *モンタヴァル Montaval 1953 鹿毛 | 父の母Ballynash 1946 鹿毛 | Ballywellbroke     | Ballyferis         | Ballyferis       |
| 父 *モンタヴァル Montaval 1953 鹿毛 | 父の母Ballynash 1946 鹿毛 | Ballywellbroke     | The Beggar         |                  |
| 母 メジロクイン 1957 鹿毛           | 母の父シマタカ 1944 鹿毛  | *プリメロ Primero  | Blandford          | Blandford        |
| 母 メジロクイン 1957 鹿毛           | 母の父シマタカ 1944 鹿毛  | *プリメロ Primero  | Athasi             |                  |
| 母 メジロクイン 1957 鹿毛           | 母の父シマタカ 1944 鹿毛  | 第参マンナ         | *シアンモア        | *シアンモア      |
| 母 メジロクイン 1957 鹿毛           | 母の父シマタカ 1944 鹿毛  | 第参マンナ         | マンナ             |                  |
| 母 メジロクイン 1957 鹿毛           | 母の母コウゲン 1947 鹿毛  | ハクリユウ         | ラシデヤー         | ラシデヤー       |
| 母 メジロクイン 1957 鹿毛           | 母の母コウゲン 1947 鹿毛  | ハクリユウ         | フロリスト         |                  |
| 母 メジロクイン 1957 鹿毛           | 母の母コウゲン 1947 鹿毛  | 第七デヴオーニア   | *ステーツマン      | *ステーツマン    |
| 母 メジロクイン 1957 鹿毛           | 母の母コウゲン 1947 鹿毛  | 第七デヴオーニア   | *デヴオーニア      |                  |
| 母系(F-No.)                         | (FN:10-d)                 | (FN:10-d)          | (FN:10-d)          | [ § 2 ]          |
| 5代内の近親交配                     | Blandford 4×5･5           | Blandford 4×5･5    | Blandford 4×5･5    | [ § 3 ]          |
| 出典                                | 1. 2. 3.                  | 1. 2. 3.           | 1. 2. 3.           | 1. 2. 3.         |

同期・同父のナスノコトブキ・ニホンピローエース同様社台牧場由来の母系である。